# Mangala Valles
Mangala Valles ist 900 km lang und befindet sich in den Quellregionen der Ausflusstäler in der Tharsis-Region.